# Sentosa
Sentosa è un'isola che si trova a Singapore.

## Storia
Il 12 giugno 2018 vi si è tenuto lo storico vertice tra Stati Uniti e Corea del Nord, alla presenza del Presidente statunitense Donald Trump e del Leader supremo nordcoreano Kim Jong-un.

## Geografia
L'isola ha un'area di 5 km² e si trova solo a mezzo chilometro dalla costa sud dell'isola principale di Singapore. Escludendo l'isola principale Sentosa è la quarta isola per estensione di Singapore. Il 70% dell'isola è ricoperto da foresta pluviale secondaria e habitat di varani, pavoni, pappagalli e altri animali e piante di origine autoctona.
L'isola dispone inoltre di una spiaggia di 3,2 km di sabbia bianca. La superficie dell'isola di Sentosa è in continuo sensibile aumento grazie ai continui lavori di espansione, che sottraggono terreno al mare.

## Economia
Sentosa, che in malese significa "pace e tranquillità", è una vera e propria "isola resort", un'isola di alberghi ed attrazioni visitata da oltre 5 milioni di turisti l'anno.
Le attrazioni includono una spiaggia riparata di 2 km, Fort Siloso, due campi da golf e 2 hotel a 5 stelle; a ciò si aggiungono il Resorts World Sentosa in collaborazione con il parco a tema Universal Studios Singapore.

## Trasporti
Sentosa è facilmente raggiungibile dalla terraferma tramite il Sentosa Express.